# Gobiosoma schultzi
Gobiosoma schultzi är en fiskart som först beskrevs av Ginsburg, 1944.  Gobiosoma schultzi ingår i släktet Gobiosoma och familjen smörbultsfiskar. Inga underarter finns listade i Catalogue of Life.